# Chitra Visweswaran

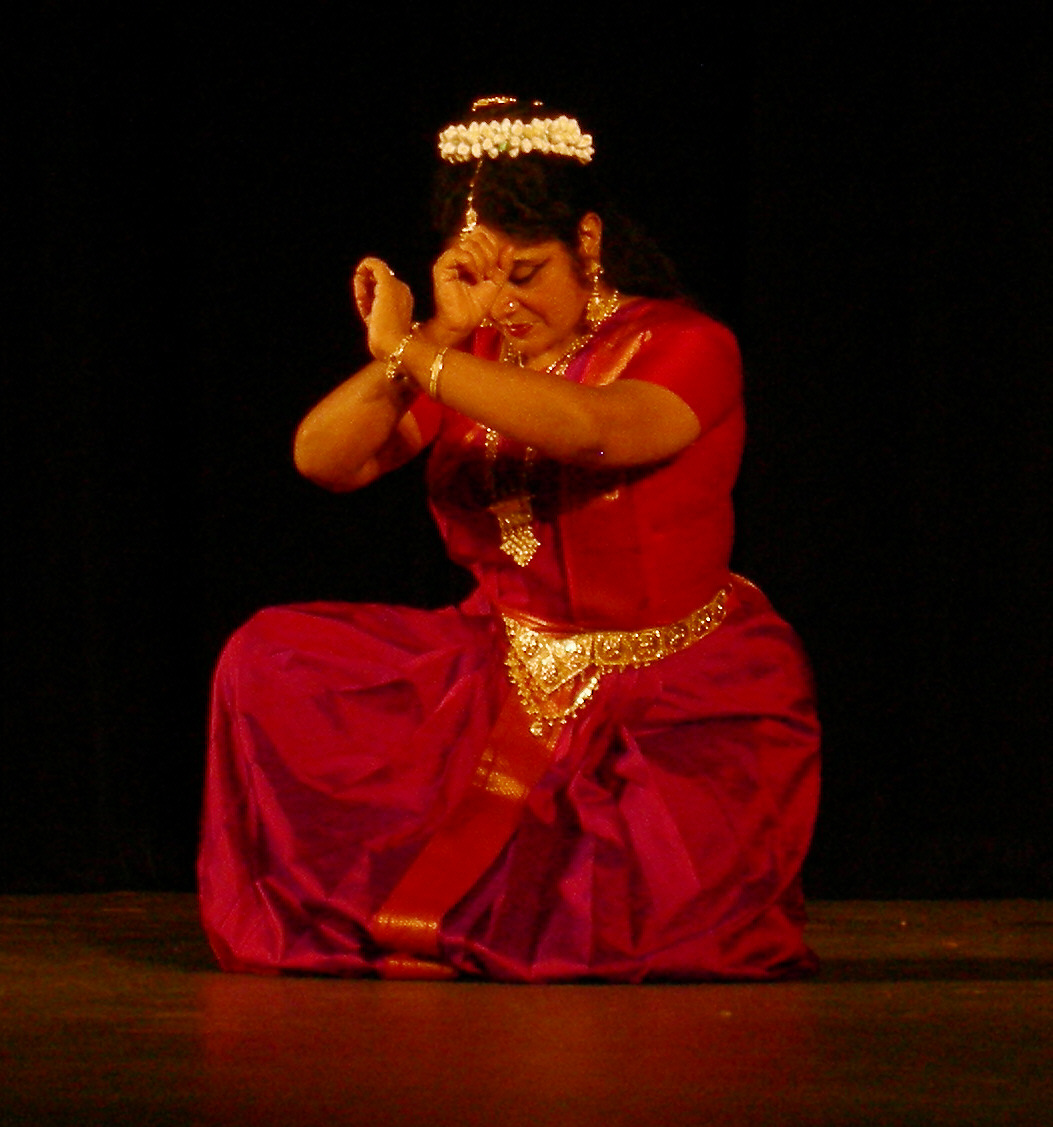
Chitra Visweswaran

Chitra Visweswaran (ur. 1950) – indyjska tancerka.
Uznawana za jedną z czołowych współczesnych tancerek bharatanatjam. Prowadzi akademię Chidambaram w Ćennaj, kształcącą adeptów tańca klasycznego. Związana jest także z Ramana Sunritya Aalaya Trust (RASA), zajmującą się wspomaganiem, poprzez taniec i muzykoterapię, dzieci mających problemy z uczeniem się.